# Оплицко
Оплицко (укр. Опліцько) — село в Радеховской городской общине Шептицкого района Львовской области Украины.
Население по переписи 2001 года составляло 344 человека. Занимает площадь 1,14 км². Почтовый индекс — 80256. Телефонный код — 3255.